# World Resources Institute
El Instituto de Recursos Mundiales (WRI por las siglas en inglés de World Resources Institute) es una organización mundial, no gubernamental, de investigación, que busca crear condiciones de equidad y prosperidad a través de la administración sostenible de los recursos naturales. También se traduce al español como "Instituto de los Recursos Mundiales" o "Instituto de Recursos Mundial".
Fue fundado en 1982 con financiación de la Fundación John D. y Catherine T. MacArthur bajo la jefatura de James Gustave Speth. 
El WRI es una organización independiente sin filiación política ni ánimo de lucro. Cuenta con un equipo internacional de más de 450 científicos, economistas, expertos en políticas, analistas empresariales, analistas estadísticos, geógrafos y comunicadores que desarrollan y promueven políticas con el objetivo de proteger la Tierra y mejorar la vida de las personas.
Las actividades del WRI se centran en 7 áreas: clima, energía limpia, seguridad alimentaria, bosques, agua, ciudades sostenibles y océanos. 
En 2014, Stephen M. Ross, un promotor inmobiliario estadounidense, donó a la organización 30,5 millones de dólares norteamericanos ($) para formar el Centro WRI Ross para Ciudades Sostenibles.

## Iniciativas
Algunas de las iniciativas más importantes de WRI son:
- ACT 2015: proyecto relativamente nuevo, diseñado para alcanzar un acuerdo internacional sobre el cambio climático sobre la base de un mundo resistente con bajas emisiones de carbono.[6]
- EMBARQ: la iniciativa de movilidad urbana sostenible del WRI, fundada en 2002, colabora a nivel local y nacional para poner en práctica soluciones  ambientales, de movilidad urbana  y social,  económicamente sostenibles para mejorar la calidad de vida en la ciudad. EMBARQ forma parte del Centro WRI Ross para Ciudades Sostenibles.[7]
- Aqueduct: una iniciativa para medir, mapear y entender los riesgos hídricos en todo el mundo.[8]
- CAIT: explorador de datos climáticos. Es una sucesión  de visualizaciones y datos en línea que constituyen herramientas multidimensionales para apoyar a quienes elaboran políticas climáticas.[9]
- Índice de democracia medioambiental (EDI por las siglas en inglés de Environmental Democracy Index) rastrea el progreso nacional en la promoción de la democracia del medio ambiente, en la legislación y la práctica.[10]
- Global Forest Watch: sistema en línea de seguimiento de los bosques y de alerta.[11]
- Centro WRI Ross para Ciudades Sostenibles: impulsa que las ciudades crezcan de forma más sostenible y mejorando la calidad de vida en los países en desarrollo.[12]
- Informe sobre los recursos mundiales: es la publicación insignia del WRI. La última edición de este World Resources Report (2017) fue titulada "Hacia una ciudad más igualitaria".[13] El informe se elabora junto con el Banco Mundial, el Programa de las Naciones Unidas para el Medio Ambiente y el Programa de las Naciones Unidas para el Desarrollo.